# سوريا في الألعاب الأولمبية الصيفية 2008
شاركت سوريا في الألعاب الأولمبية الصيفية 2008 في بكين، الصين من 8 إلى 24 أغسطس عام 2008 . وذلك بثمانية لاعبين هم عهد جغيلي (رفع اثقال)، صهيب قلالا وصالح محمد وبيان جمعة (سباحة)، فدوى بوظة ومجد غزال (ألعاب قوى) عمر طيارة (ترياثلون).

## مقالات ذات صلة
- الوطن العربي في الألعاب الأولمبية الصيفية 2008